# EBRC Jaguar
EBRC Jaguar (francouzsky: Engin Blindé de Reconnaissance et de Combat) je francouzské obrněné kolové bojové vozidlo 6x6 vyvíjené v rámci rozsáhlého modernizačního programu Scorpion. Má plnit celou řadu úkolů: průzkum, přímou palebnou podporu pěchoty a boj s obrněnými vozidly protivníka. Vozidlo je vyvíjeno primárně pro francouzskou armádu.
Prvním zahraničním zákazníkem se roku 2017 stala Belgie, roku 2024 následovaná Lucemburskem. Objednávka je projevem rozvíjející se obrané spolupráce všech tří států.

## Vývoj

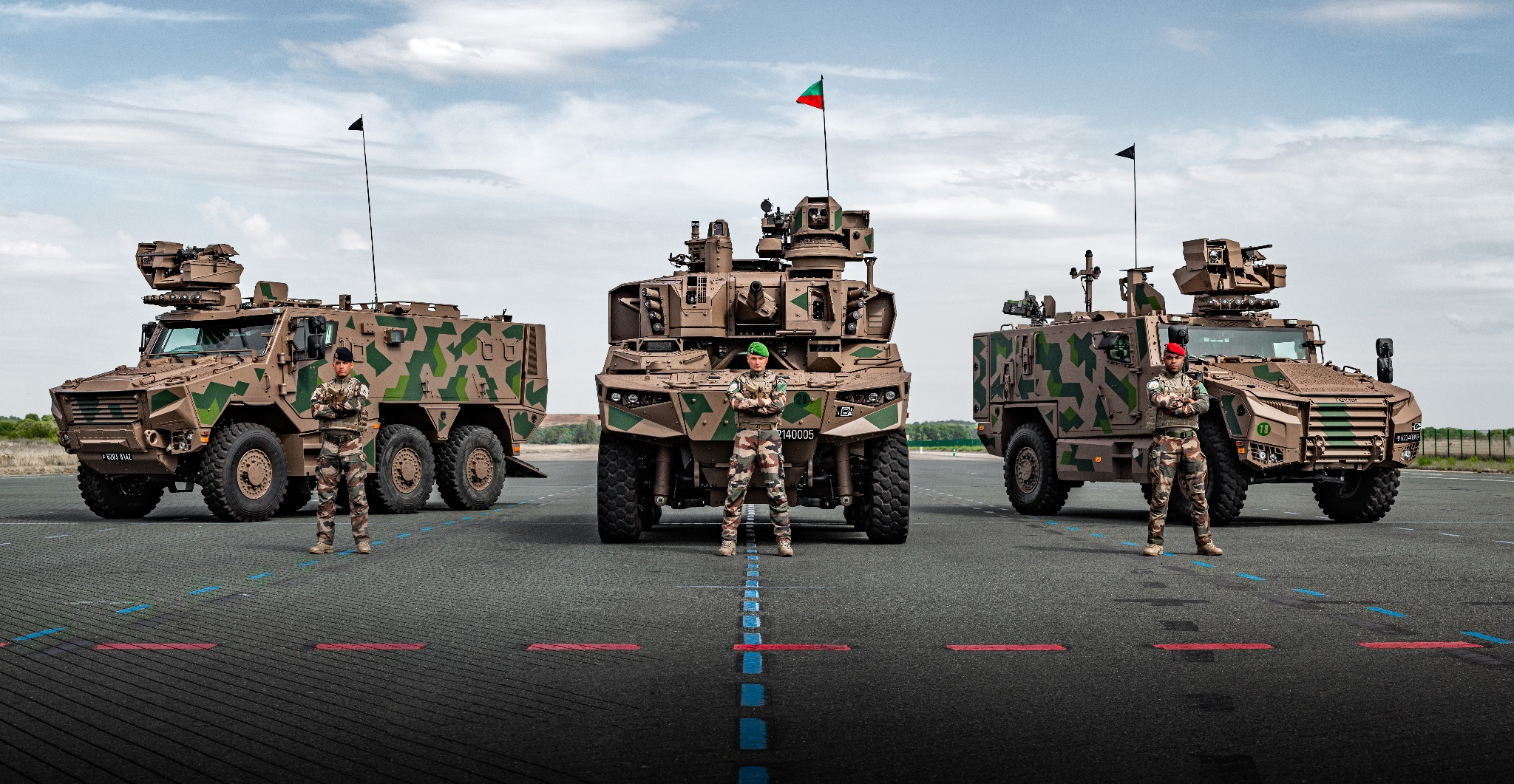
Trojice platforem vyvinutých v rámci programu Scorpion (zleva): VBMR Griffon, EBRC Jaguar a VBMR-L Serval

Cílem rozsáhlého francouzského modernizačního programu Scorpion je nejen vývoj nové generace bojových vozidel, ale také řady moderních elektronických systémů (komunikace, sdílení dat, situační povědomí) a odpovídající taktiky nasazení. Program realizuje konsorcium GME (Groupement Momentané d'Entreprises) tvořené společnostmi Nexter Systems, Renault Trucks Defense a Thales. Vyvíjeny jsou dva typy vozidel: kolové bojové vozidlo EBRC Jaguar a kolový obrněný transportér VBMR Griffon (Véhicule Blindé Multi-Role), který také lehkou verzi 4x4 VBMR-L Serval (Véhicule Blindé Multi-Rôle Léger). Vozidla budou sdílet celou řadu komponentů. Francouzská armáda plánuje, že do roku 2025 získá 110 vozidel Jaguar a 780 vozidel Griffon. Dodání prvního vozidla Jaguar je plánováno na rok 2020. Vozidlo Jaguar má ve službě nahradit kolová bojová vozidla AMX-10RC, ERC 90 Sagaie a dále obrněné vozidlo VCAC Mephisto nesoucí protitankové střely HOT.
Prototyp Jaguaru byl veřejnosti představen 16. května 2018 a následně vystaven na veletrhu Eurosatory 2018.

## Export

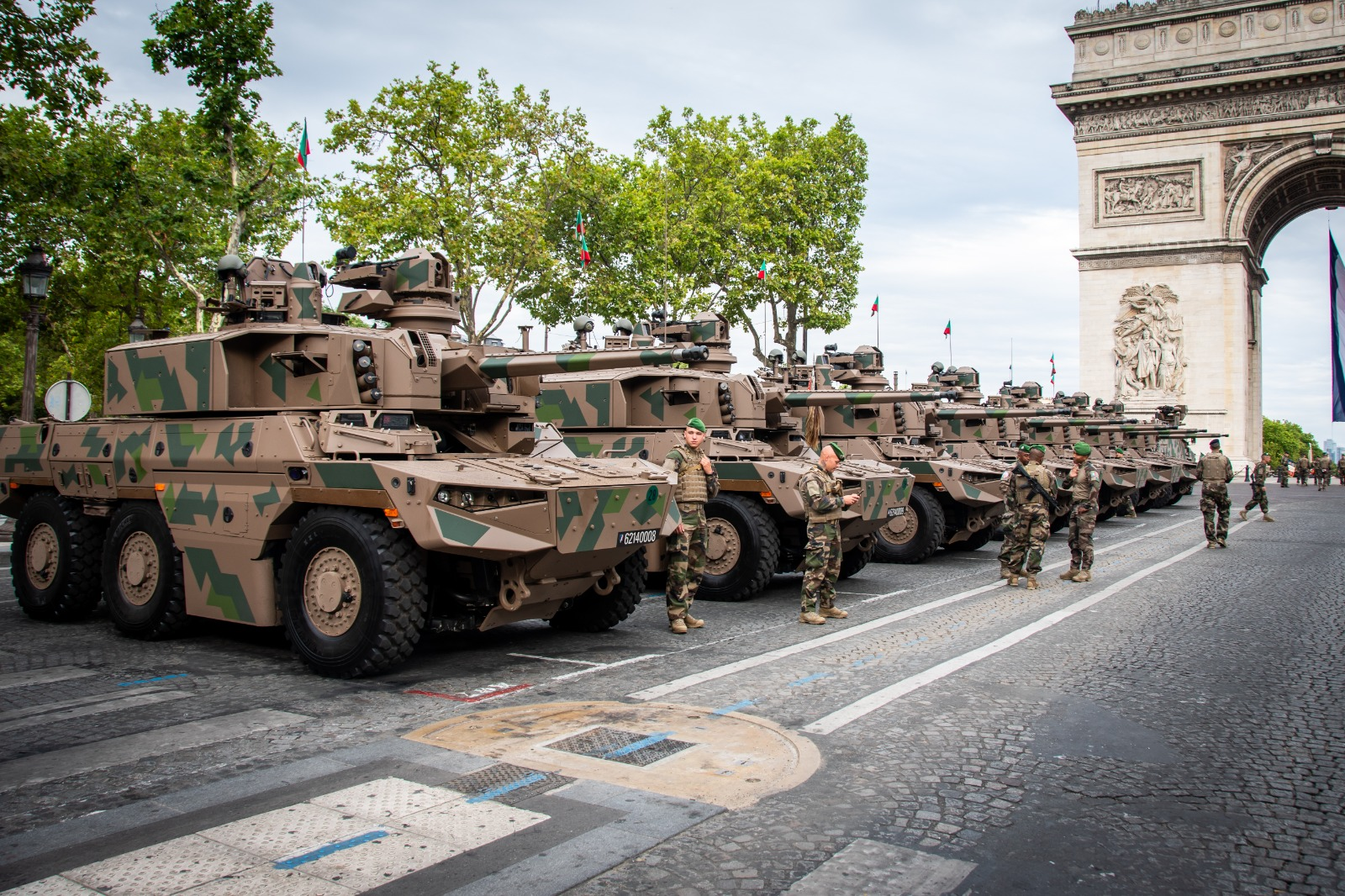
Vozidla Jaguar na přehlídce v Paříži

V červnu 2017 belgická vláda odsouhlasila plán na zakoupení šedesáti vozidel Jaguar a 417 vozidel Griffon, jako náhradu za obrněné transportéry (6x6) Piranha IIIC a obrněné automobily (4x4) Dingo 2 belgické armády. Dodávky mají proběhnout v letech 2025-2030.
Roku 2024 Lucemburský parlament schválil akvizici průzkumných vozidel Jaguar, i vozidel Griffon a Serval. Objednáno bylo 38 vozidel Jaguar, šestnáct vozidel Griffon a pět vozidel Serval.

## Konstrukce

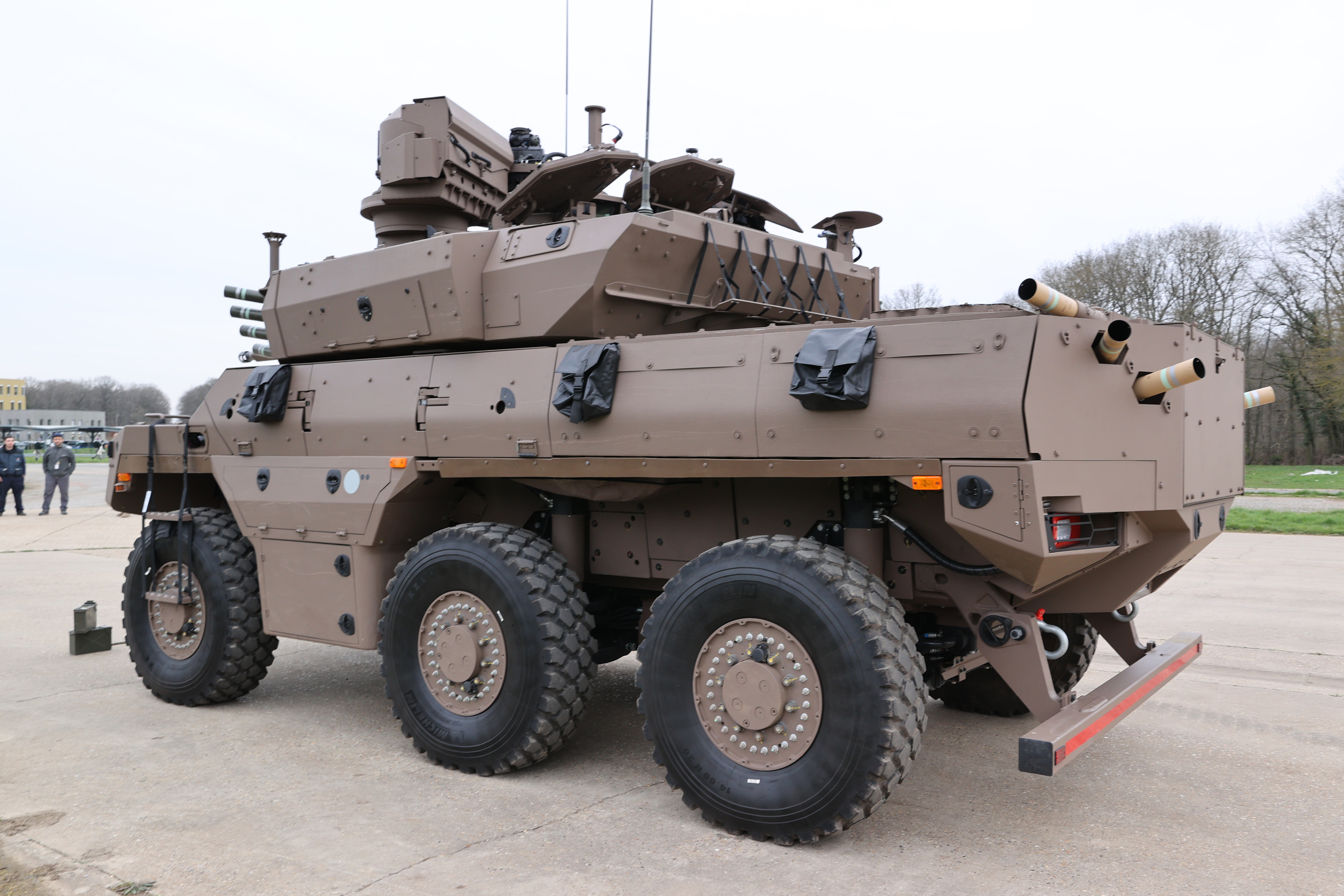
EBRC Jaguar

Posádku Jaguaru tvoří tři osoby: velitel a střelec ve věži a řidič sedící v přední části vozidla. Jaguar bude začleněn do francouzskou armádou využívaného komplexního digitálního systému velení, řízení, spojení, sledování, zaměřování cílů a průzkumu C4ISTAR. Vozidlo má hmotnost 25 tun. Základní pancéřová ochrana konstrukce (STANAG 4569 IV) odolá kulometné munici ráže 14,5 mm a výbuchu 10 kg TNT pod kolem. Pancéřování bude možné zesílit přidáním přídavných plátů. Vozidlo je koncepce 6x6. Motor má výkon 360 kW. Dojezd je 800 km.
Jaguar ponese moderní dvoumístnou dělovou věž vyzbrojenou teleskopickým 40mm kanónem CT 40 se zásobníkem AHS obsahujícím dva druhy munice. Kanón bude plně stabilizován pomocí systému GCE a schopen efektivní střelby i za jízdy. Sekundární zbraní je 7,62mm kulomet a dvě protitankové řízené střely páté generace Akeron MP s dosahem 4000 m.